# يو هو بونغ
يو هو بونغ (بالصينية: 余浩邦) هو لاعب كرة قدم صيني في مركز الهجوم، ولد في 19 أغسطس 1989. شارك مع منتخب هونغ كونغ تحت 23 سنة لكرة القدم. أما مع النوادي، فقد لعب مع نادي إيسترن سبورتس ونادي سون هي.

## وصلات خارجية
- يو هو بونغ على موقع قاعدة بيانات كرة القدم.إي يو (الإنجليزية)
- يو هو بونغ على موقع Soccerway.com (الإنجليزية)